# Ширванская школа ковроткачества

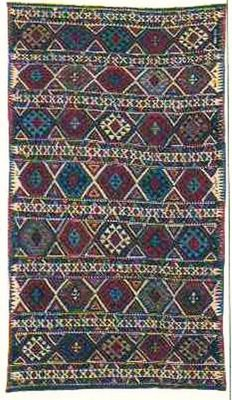
Килим/Ширванская школа ковроткачества

Ширванская школа ковроткачества является одной из азербайджанских школ ковроткачества. Школа охватывает территорию Ширвана и близлежащих регионов, в особенности Шемаха, Мараза, Агсу, Кюрдамир, Гёйчай. Школа включает в себя 25 композиций, куда также входят Сальянские ковры. 

## Разновидности
К композициям ковров Ширванской школы можно отнести ковры Шахназарли, Ляджади, Ширван, Кабыстан, Шемахы, Исрафил, Арджиман, Мараза, Набур, Чуханлы, Джайирли, Джамджамли, Биджо, Гашад, Пиргасанлы, Кюрдемир, Шильян, Сор-сор, Гаджикабул, Ширалибек, Кабала, Сальян, Палас, Килим и др. 
В Ширванском производственном центре предпочтение отдавали так называемым «гязмяли-килим», у которых контуры узоров выполнялись сложной техникой обматывания. Такая усложненная техника плетения обогащала декоративный строй килима. 
Ковры сумах большых размеров известны под названиями геллю-палаз, малые – сумахча; последние используются для совершения намаза. Основным центром производства сумахов был Шамахы.
Для ширванских ковров характерно особое плетение, которое позволяет разместить до 3000 узлов на квадратном дециметре, основа бывает как шёрстной, так и хлопковой, челнок от двух до трёх прокидок утка, узел симметричный, плетение тонкое, на ощупь ковры отличаются особой мягкостью. Цвета используются как тёмные, так и светлые тона, характерными цветами основного фона этих ковров являются красный и синий с комбинацией зелёного, для поля иногда используется также жёлтый, шафрановый, голубой цвета и цвет слоновой кости. На фоне используемых сдержанных оттенков центрального фона, чёрные и тёмно-зелёные контуры бордюров приобретают большую рельефность. Для ковров, сотканных в Мугани, характерна полихромная гамма пастельных и густых цветов, наиболее часто используются густой синий в комбинации с жёлтым и красным цветом, полученным из кошенили.
По композиции «ширванские ковры» делятся на две категории. К первой относятся ковры без декорированных границ. Широким полосам присущи гексагональные мотивы или триангулярные формы. Встречаются также зигзагоподобные узоры. Одним из распространённых узоров таких ковров являются изображения звездообразных узоров, которые часто бывают выстроены рядами. Основным материалом как и для большинства азербайджанских ковров служит шерсть.
Богатая композиция и дизайн «ширванских ковров» широко известны со средних веков, сведения о них доходят до нас благодаря средневековым путешественникам. Энтони Дженкинсон, посетивший Азербайджан в 1562 году описывает два основных типа азербайджанских ковров, производимых в Ширване — халлы (ворсистый) и деджими. 
«Ширванские ковры» экспортировались также в другие страны. Так в 1648 году в Россию согласно М. Х. Гейдарову было отправлено два, а в 1688 году три Шемахинских ковра. «Ширванские ковры» типа сумах выставлены в Музее Виктории и Альберта в Лондоне. На одном «ширванском ковре» из музея изображены всадник и верблюды (как на ковре «шадда»), на другом геометрические узоры.

## Галерея

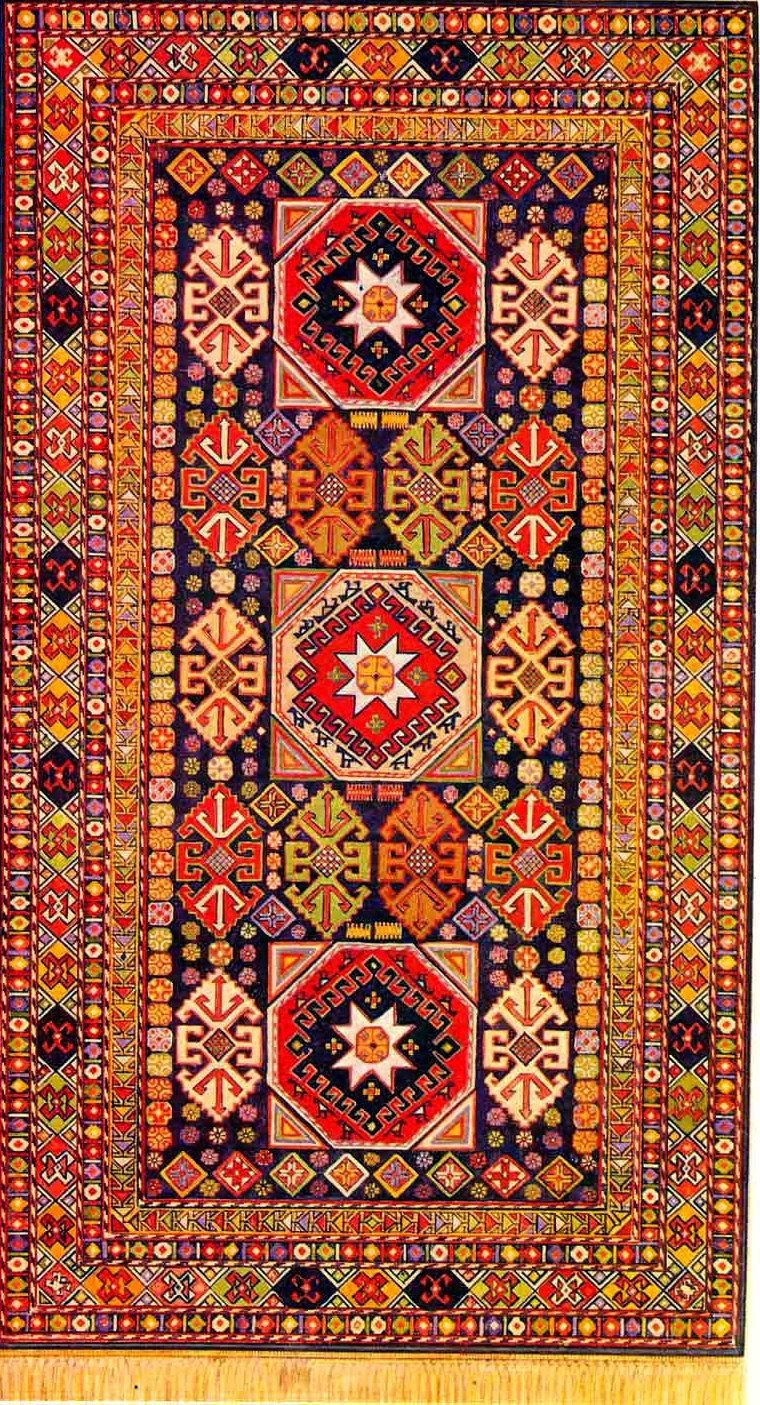
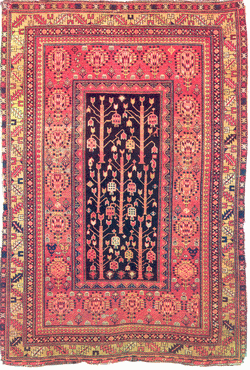
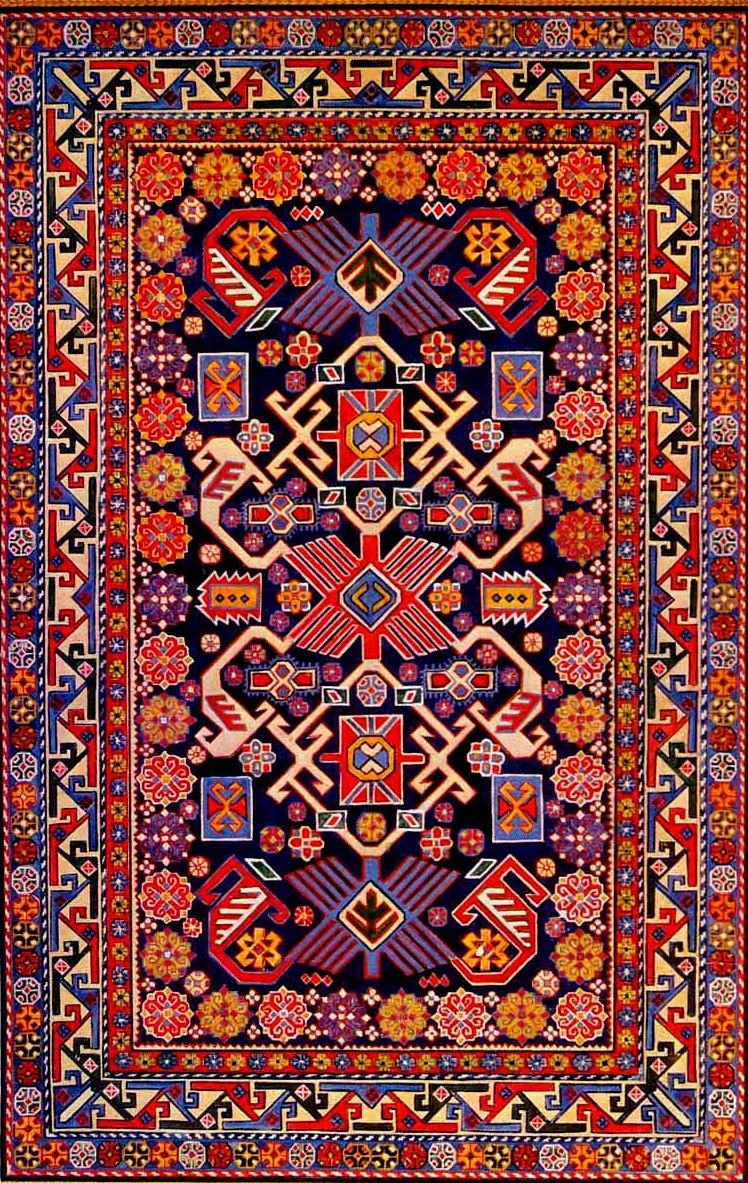
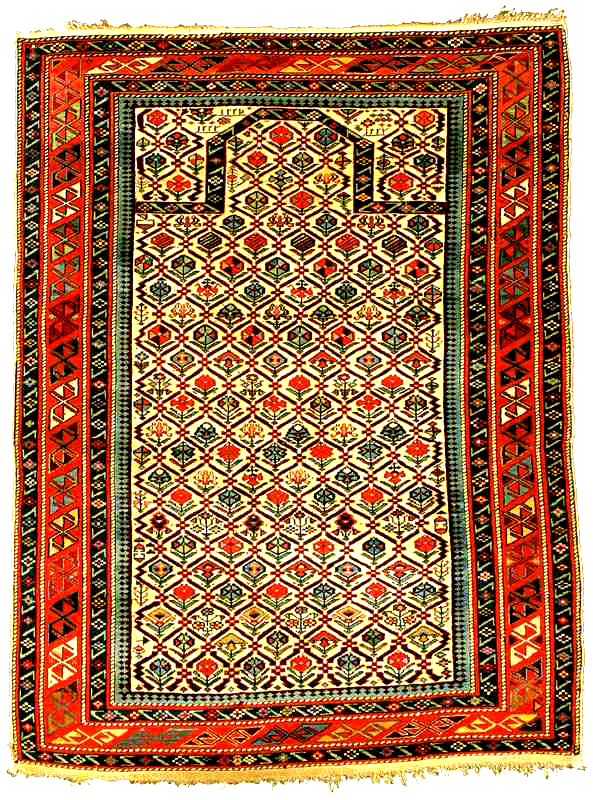
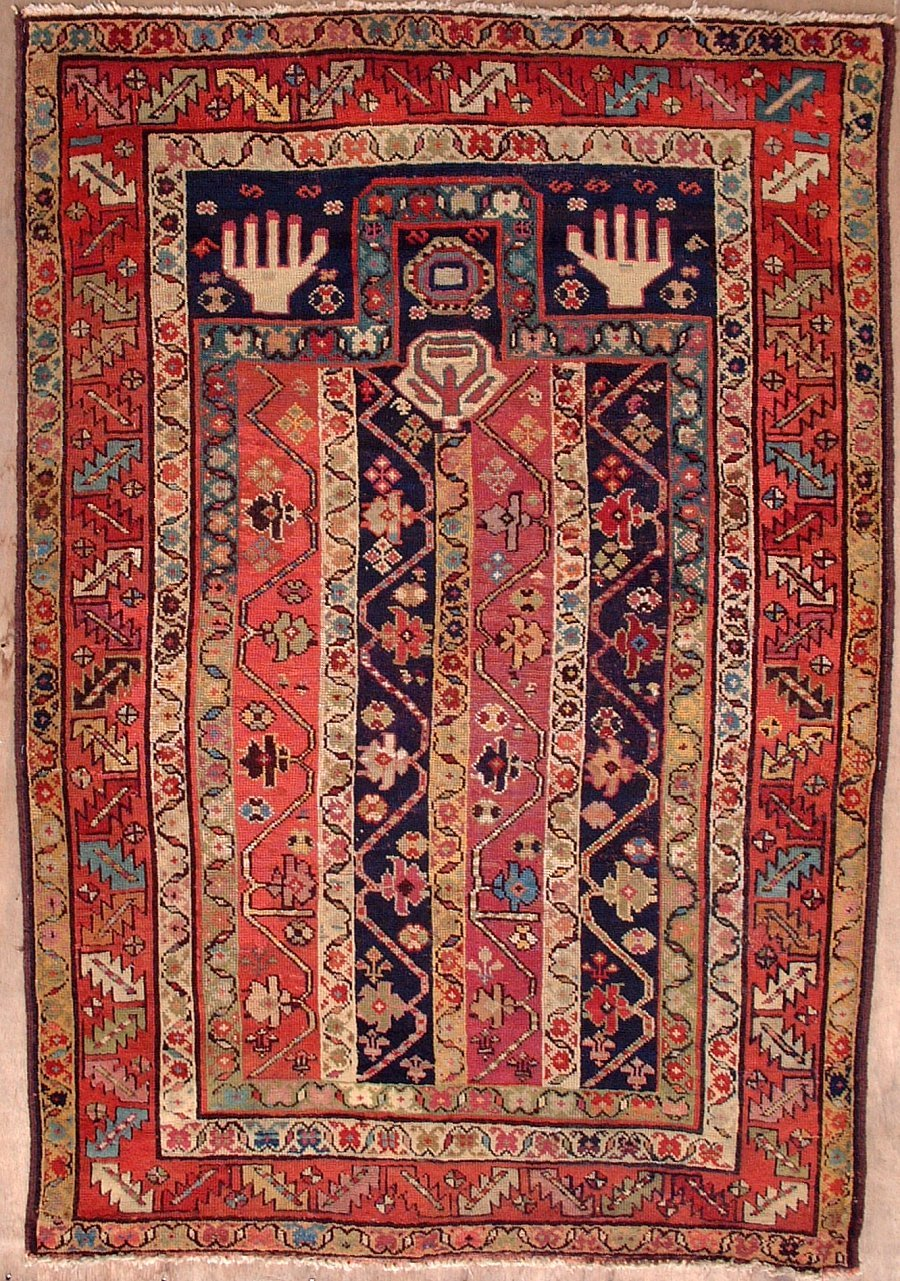
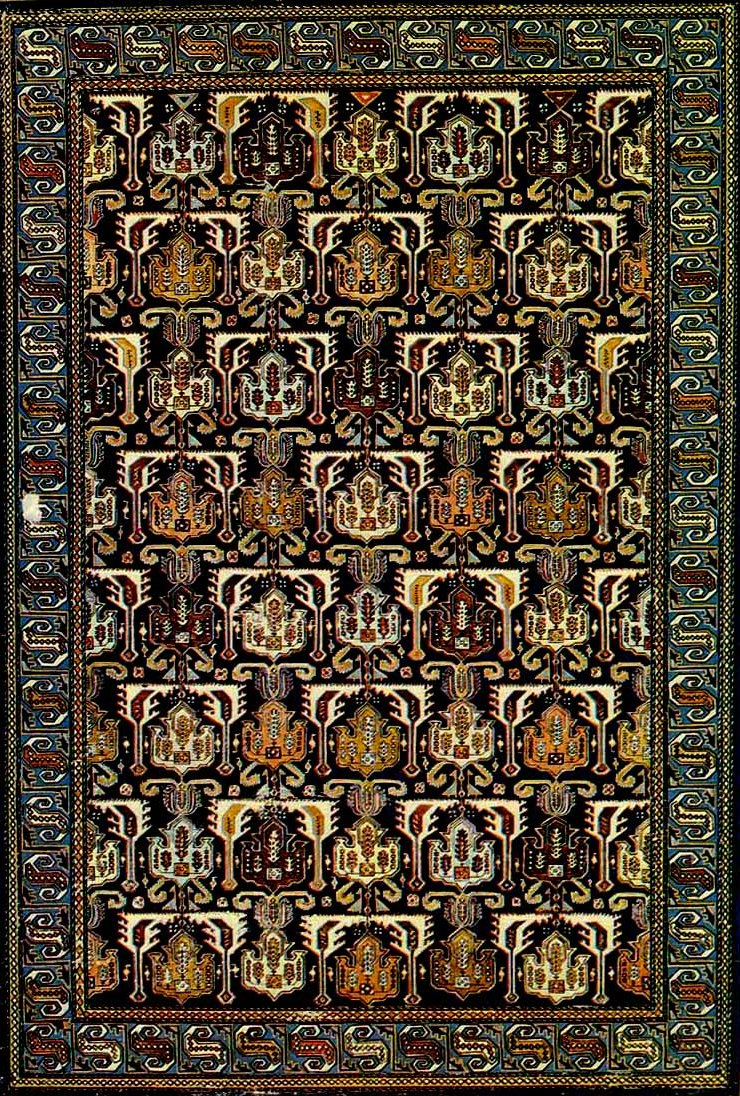
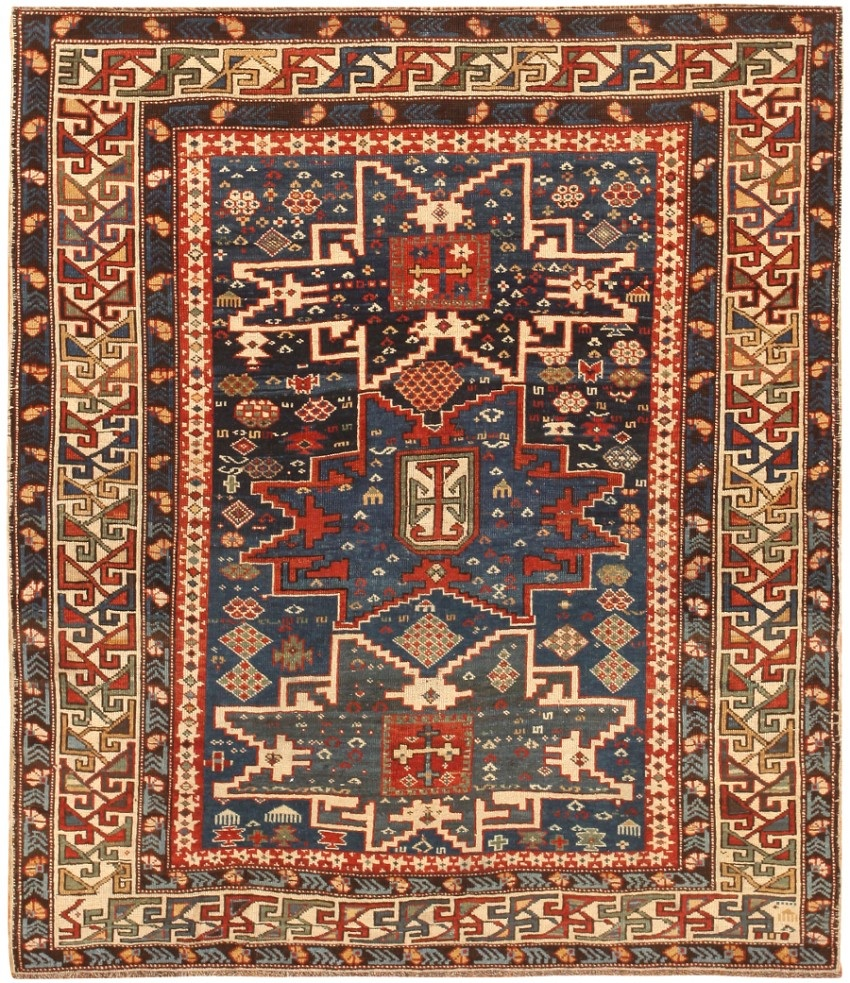
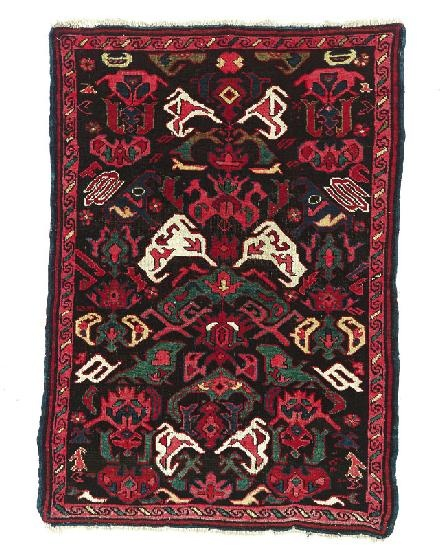
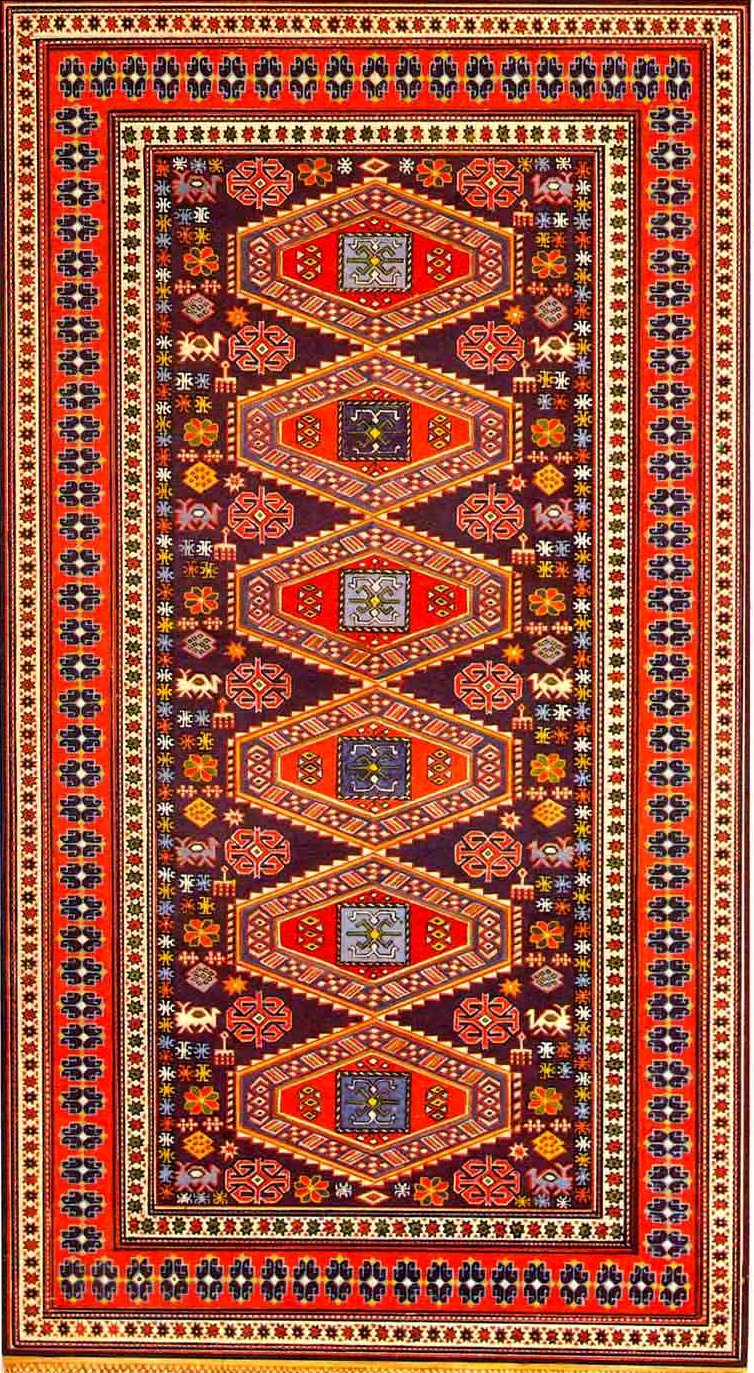
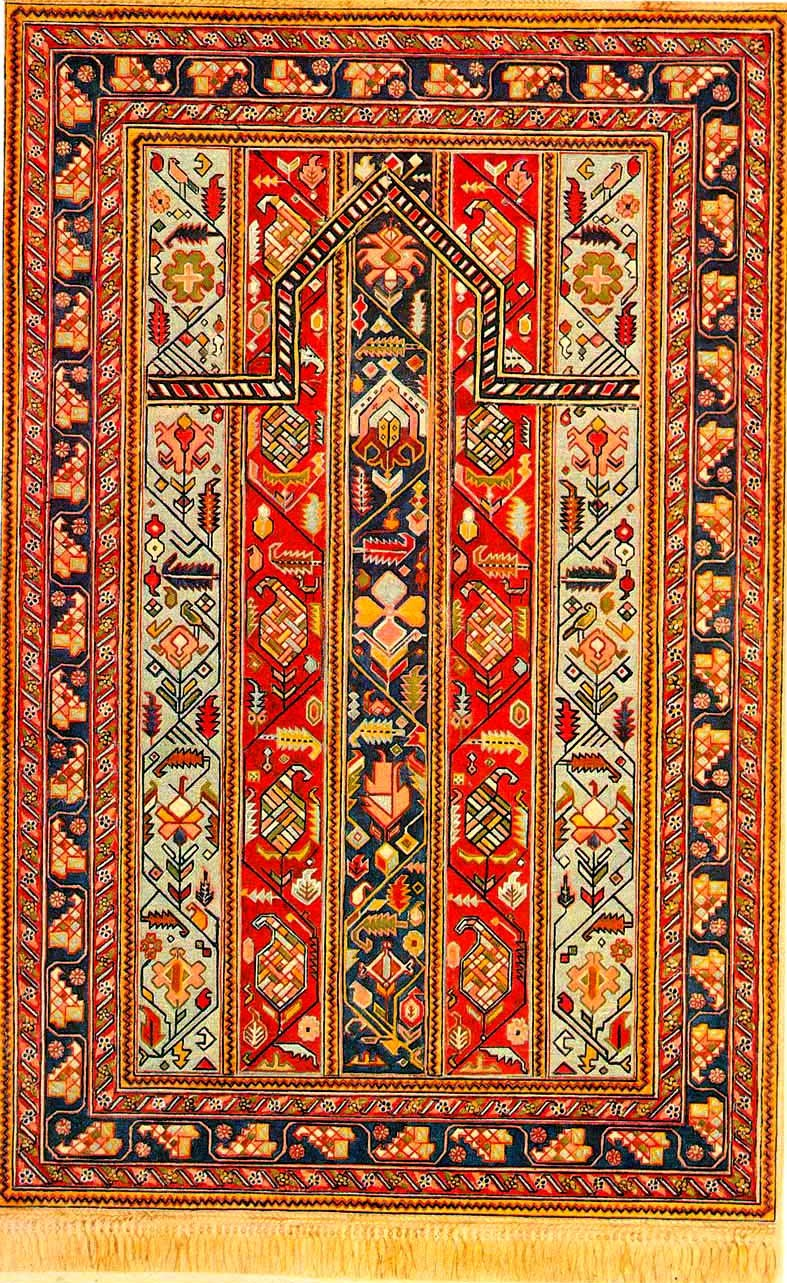
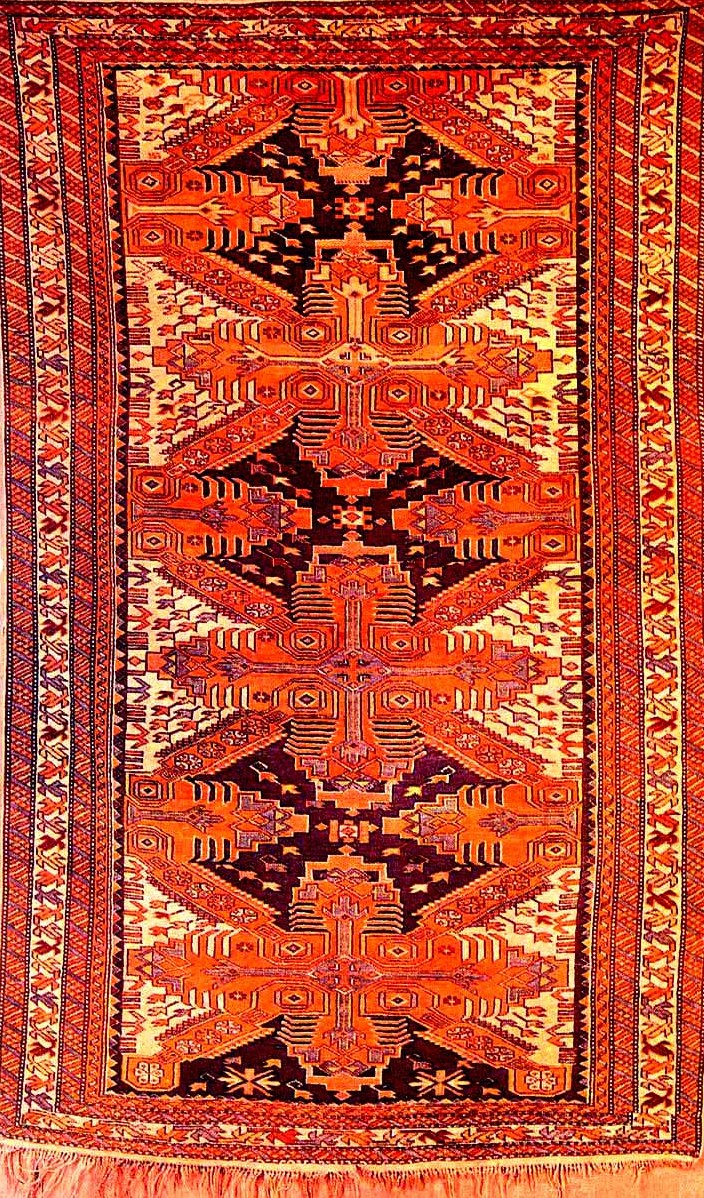
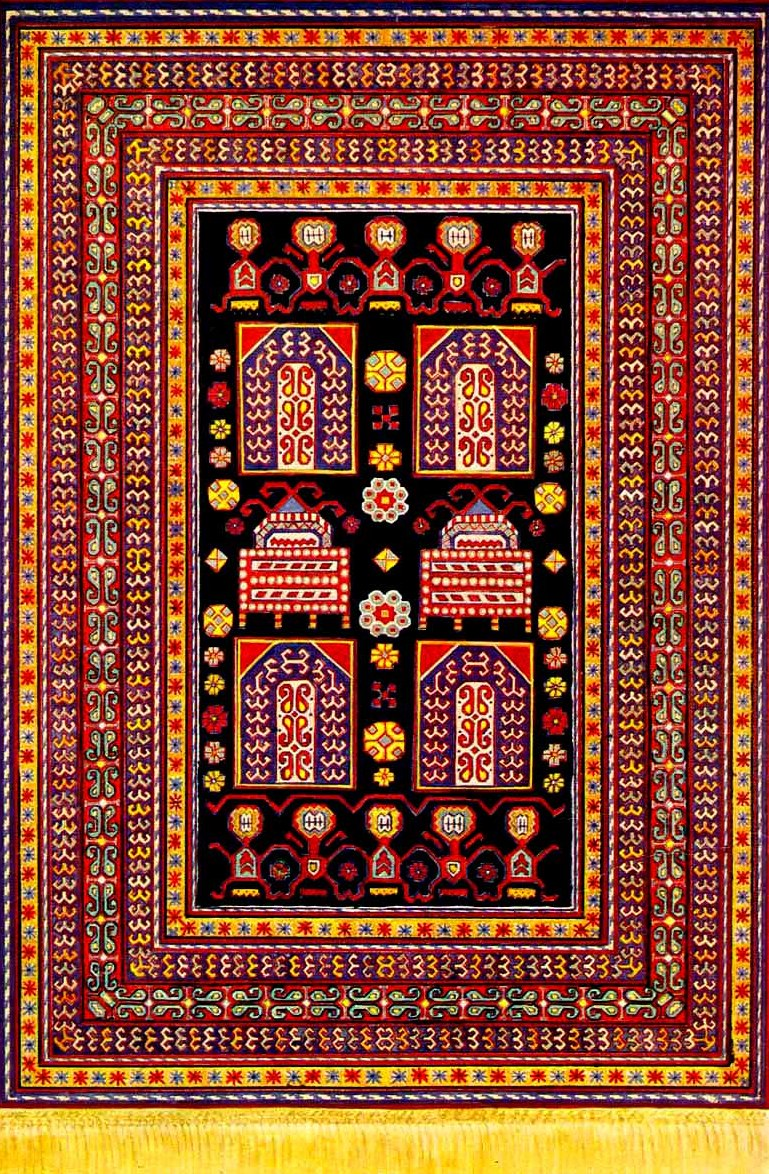
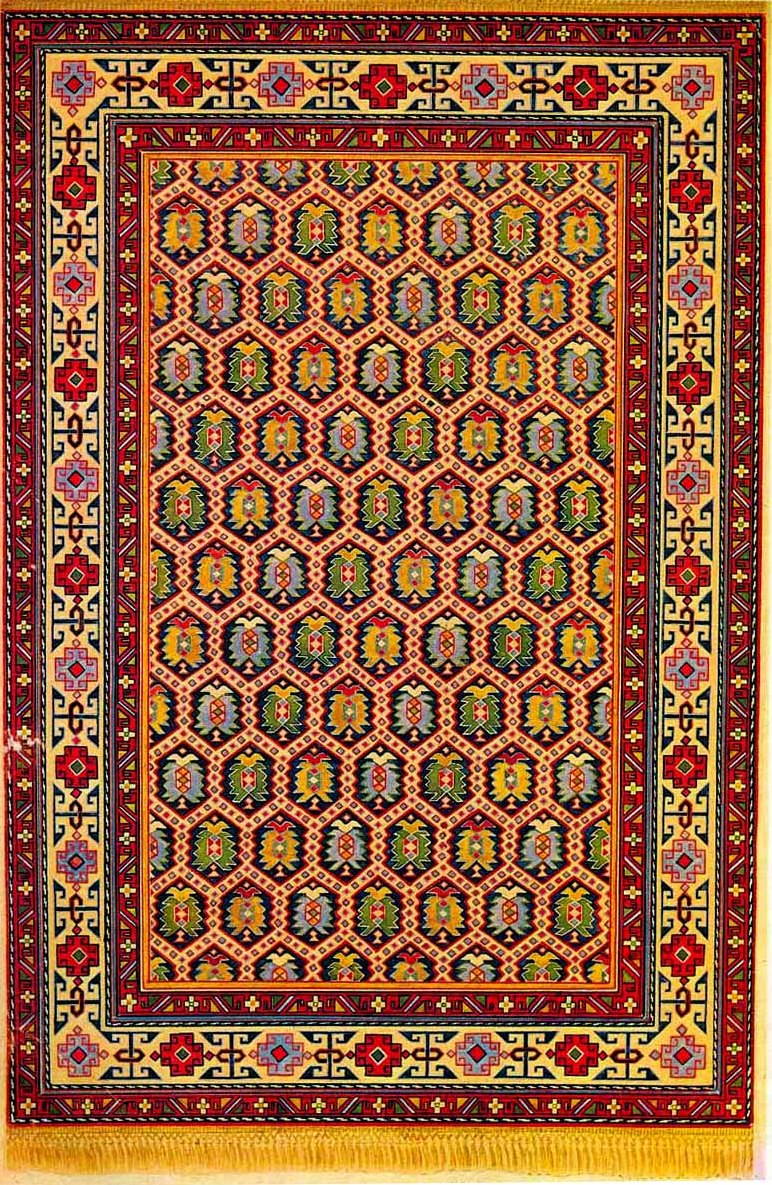
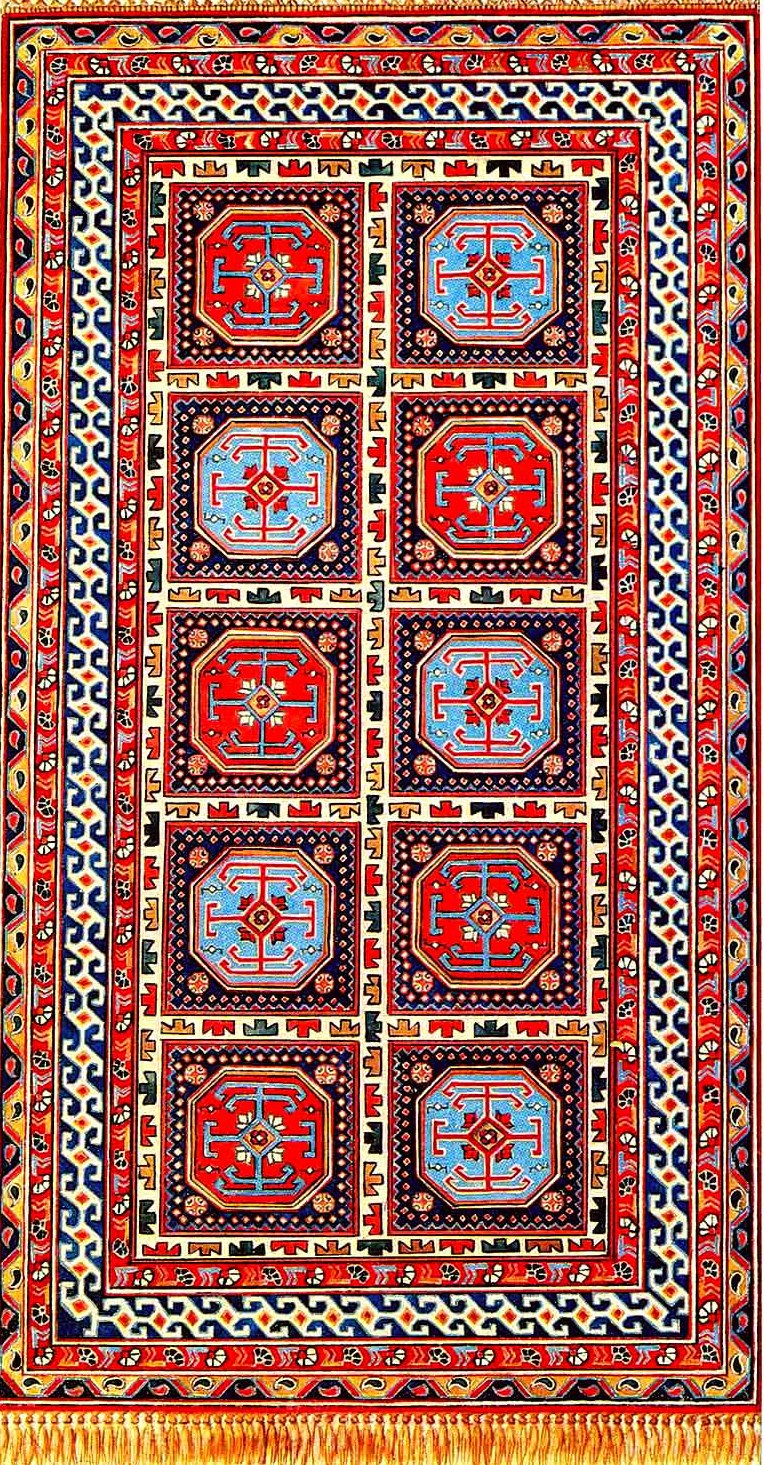
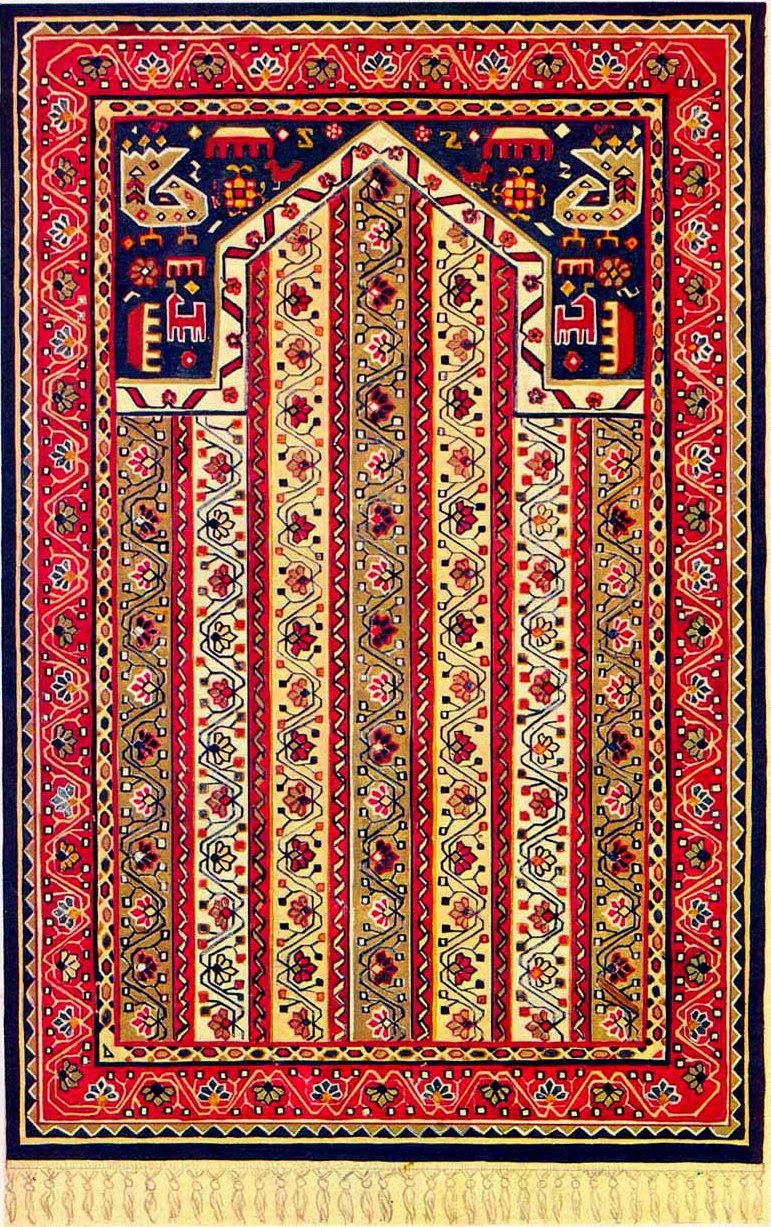
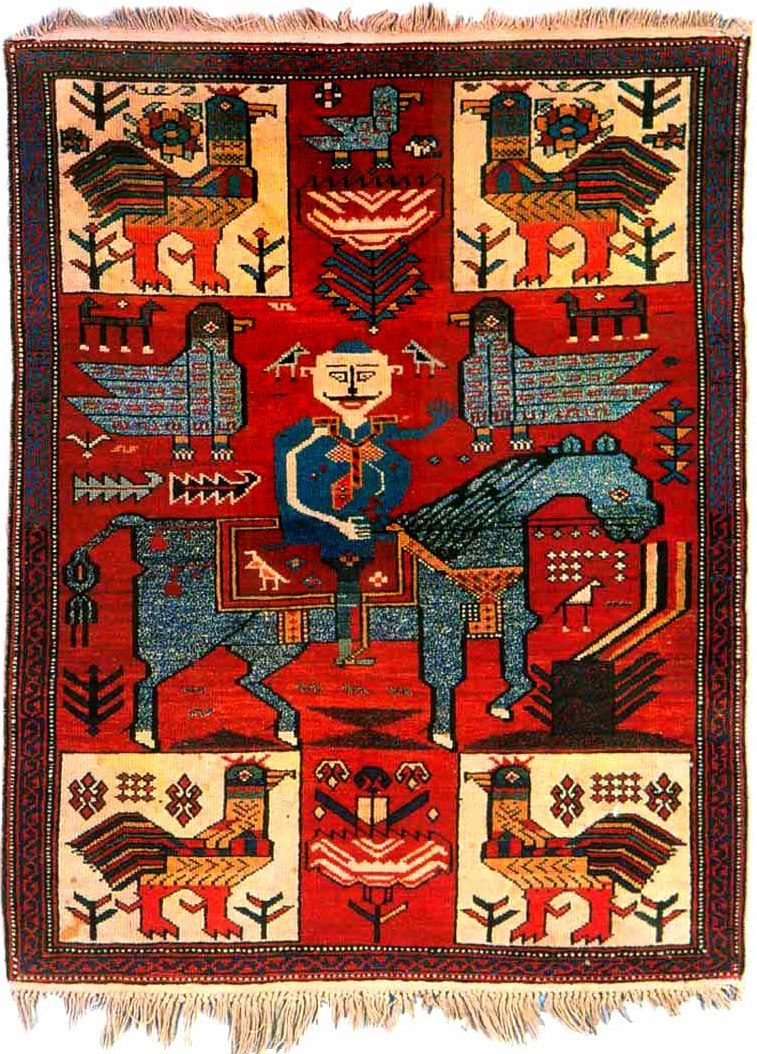
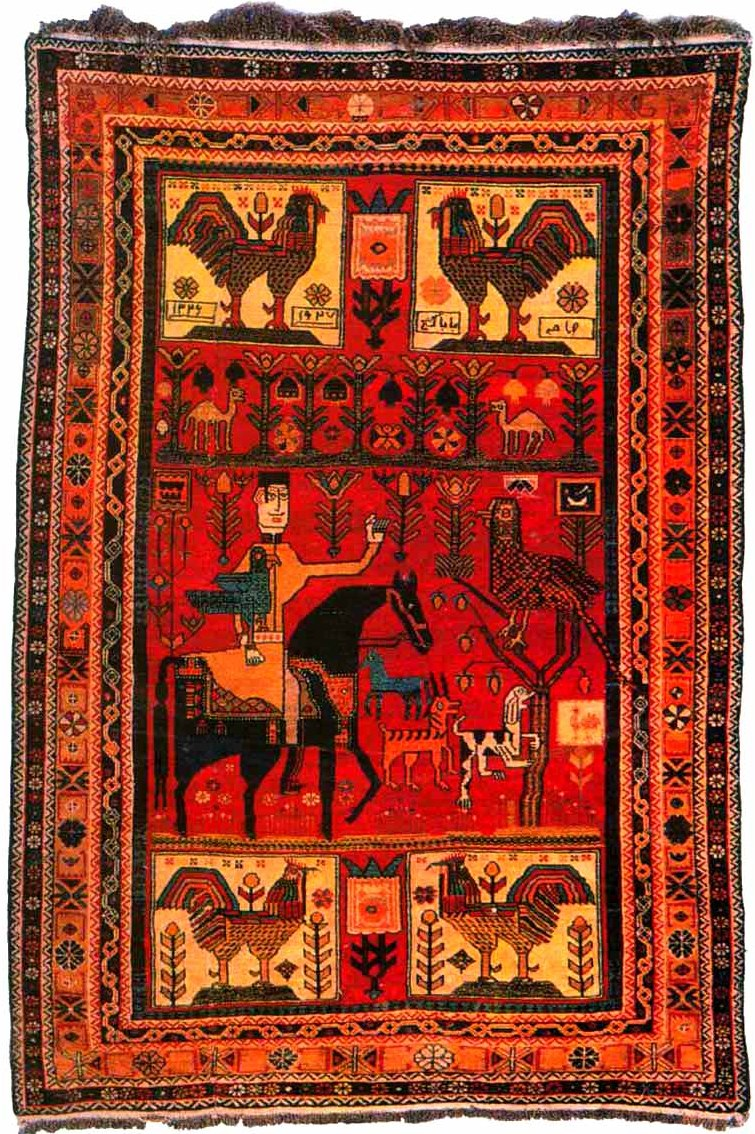
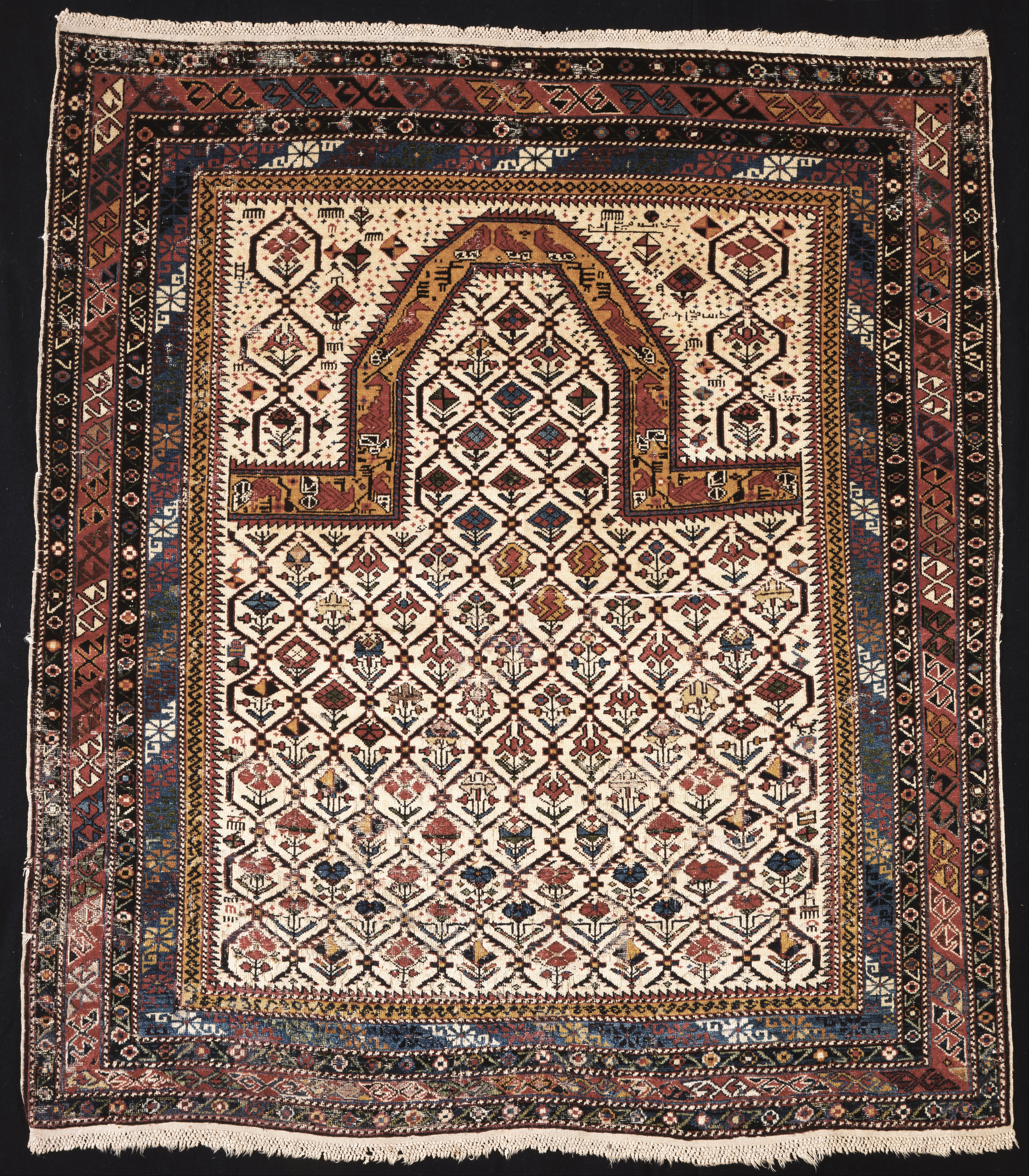

## См.также
- Азербайджанский ковёр
- Гянджинская школа ковроткачества
- Абшеронская школа ковроткачества
- Тебризский ковёр
- Ковры Губы